# Tomasz Kurpierz
Tomasz Paweł Kurpierz (ur. 1976) – polski historyk, pracownik Biura Badań Historycznych Instytutu Pamięci Narodowej, doktor habilitowany nauk humanistycznych.

## Biografia
Tomasz Kurpierz urodził się w 1976 roku. W 2000 roku ukończył studia historyczne na Wydziale Nauk Społecznych Uniwersytetu Śląskiego w Katowicach. W 2006 roku doktoryzował się na podstawie pracy Zygmunt Lasocki (1867–1948).  Polityk i działacz społeczny napisanej pod kierunkiem prof. Janusza Gruchały. W 2024 r. habilitował się na podstawie pracy Henryk Sławik 1894–1944. Biografia socjalisty oraz pozostałego dorobku naukowego. Jest zatrudniony w Oddziałowym Biurze Badań Historycznych IPN w Katowicach. Przedmiotem badań dr. hab. Kurpierza są: historia polityczna i społeczna Górnego Śląska w XX wieku oraz biografistyka.

## Publikacje
- Zygmunt Lasocki 1867–1948. Między polityką a działalnością społeczną, Toruń 2009
- „Dobić wroga”. Aparat represji wobec podziemia zbrojnego na Śląsku Cieszyńskim i Żywiecczyźnie 1945–1947 (wraz z Przemysławem Piątkiem), Katowice-Kraków 2007
- Skazani na karę śmierci przez Wojskowy Sąd Rejonowy w Katowicach w latach 1946–1955, Katowice 2004
- „Solidarność” śląsko-dąbrowska 1980–1981. Szkic do monografii i dokumenty własne (wraz z Jarosławem Neją), Katowice 2012
- Zbuntowani. Niezależne Zrzeszenie Studentów w województwie katowickim 1980–1989, Katowice 2012
- Wypatrując Andersa. Konspiracja niepodległościowa w województwie śląskim 1945–1948 (wraz z Adamem Dziubą i Dariuszem Węgrzynem), Katowice-Warszawa 2019
- Henryk Sławik 1894–1944. Biografia socjalisty, Katowice-Warszawa 2020.
- Czas przełomu. Destalinizacja, rok 1956 i koniec odwilży w województwie stalinogrodzkim/katowickim (1953–1961). Tom 1, Schyłek stalinizmu i początek odwilży (1953–1955), Warszawa–Katowice 2023

## Redakcje i współredakcje
- Podziemie niepodległościowe na Podbeskidziu w latach 1939–1947, (redakcja naukowa z Aleksandrą Namysło, Bielsko-Biała 2002.
- „Przewodnia siła Narodu”. Z dziejów partii komunistycznej na Górnym Śląsku i w Zagłębiu Dąbrowskim 1945–1990, Katowice 2010
- Internowani i uwięzieni w stanie wojennym, (redakcja naukowa z Jarosławem Neją), Warszawa-Katowice 2018.

## Nagrody i nominacje
- Nagroda Klio za monografię naukową (2021)[2][3]
- Nagroda Prezydenta Miasta Katowice w Dziedzinie Kultury (2021)[4]
- Nominacja do Międzynarodowej Nagrody im. Witolda Pileckiego w kategorii naukowa książka historyczna (2021)
- Nominacja do Nagrody Historycznej m.st. Warszawy im. Kazimierza Moczarskiego (2021)